# Steven Williams
Steven Williams (n. 7 ianuarie 1949, Memphis, Tennessee, SUA) este un actor american de film și televiziune. Acesta este cunoscut pentru următoarele roluri: căpitanul Adam Fuller în 21 Jump Street⁠(d), locotenentul Jefferson Burnett în The Equalizer⁠(d), detectivul August Brooks în LA Heat⁠(d), Dl. X⁠(d) în Dosarele X, Russell „Linc” Lincoln în Linc’s⁠(d) și Rufus Turner⁠(d) în Supernatural.
De-a lungul carierei sale, Williams a apărut în numeroase filme, printre care Frații Blues⁠(d) (1980), Twilight Zone: The Movie (1983), Jason Goes to Hell: The Final Friday (1993), 22 Jump Street (2014), It (2017) și Birds of Prey⁠(d) (2020).
A fost nominalizat la Screen Actors Guild Award și NAACP Image Award.

## Biografie
Williams s-a născut în Memphis, Tennessee. După divorțul părinților săi, și-a petrecut timpul cu tatăl său în Michigan, cu mama sa în Chicago și cu bunicii săi materni în Millington, Tennessee⁠(d). În Chicago, a urmat Liceul Wendell Phillips⁠(d). După absolvire, s-a înscris la General Motors Institute⁠(d), o școala de inginerie a unui producător auto. Williams a lucrat ulterior ca poștaș, vânzător și model.
A fost recrutat în Armata Statelor Unite, fiind repartizat în Divizia a 2-a Blindată și staționat în Gelnhausen, Germania. A devenit campion cu echipa de box a armatei la categoria mijlocie. Odată lăsat la vatră, Williams a lucrat pentru Serviciul Poștal al Statelor Unite. Mai târziu, a lucrat în districtul de confecții din Chicago ca vânzător de îmbrăcăminte.

## Cariera
Williams și-a făcut debutul actoricesc în filmul Cooley High⁠(d) din 1975. A apărut în comedia muzicală Frații Blues⁠(d) (1980) în rolul soldatului Mount și l-a jucat pe locotenentul Jefferson Burnett în serialul dramatic CBS The Equalizer⁠(d) în 1985. L-a interpretat pe căpitanul renegat David Nester în filmul Disparut in misiune 2⁠(d).
A obținut rolul căpitanului Adam Fuller, un ofițer de poliție senior care îi supraveghează pe noii recruți, în serialul de televiziune 21 Jump Street⁠(d) în 1987. În aceeași perioadă, Williams l-a interpretat pe locotenentul Gallagher în Under the Gun⁠(d) (1988).
După serialul 21 Jump Street, Williams a interpretat personajul principal din The 100 Lives of Black Jack Savage⁠(d). A avut rolul detectivului August Brooks în serialul L.A. Heat și pe ce al agentului X în serialul științifico-fantastic Dosarele X. A fost nominalizat la Premiul Sindicatului Actorilor la categoria „cea mai bună interpretare într-un serial dramatic⁠(d)” în 1997 pentru rolul lui Dl. X.
A apărut în comedia Linc's în rolul barmanului Russell „Linc” Lincoln. În 2000, a fost nominalizat la Premiile NAACP Image la categoria „Cel mai bun actor într-un serial de comedie⁠(d)”. În același timp, Williams l-a interpretat pe Isaac în serialul UPN Legacy⁠(d).
A fost Rufus Turner⁠(d) în serialul de fantezie Supernatural (2008-2016) și  Quentin în drama The Chi⁠(d) (2018-prezent). Rolul din urmă a primit recenzii pozitive, fiind caracterizat drept „puternic” și „important”. A avut numeroase roluri de televiziune pe parcursul anilor 2010 și 2020, inclusiv în Ambitions⁠(d) (2019), Locke & Key (2020), MacGyver, Hangin' with Mr. Cooper⁠(d), The Dukes of Hazzard⁠(d), The A-Team, Booker⁠(d), Stargate SG-1, Martin⁠(d), Veronica Mars, The Bernie Mac Show⁠(d), Criminal Minds⁠(d) și iZombie⁠(d).
A apărut în lungmetraje precum Twilight Zone: The Movie (1983), Jason Goes to Hell: The Final Friday (1993), Adventures of Power⁠(d) (2009) și în filmele de televiziune Dreams of Gold: The Mel Fisher Story⁠(d) (1986) și The Court-Martial of Jackie Robinson⁠(d) (1990).

## Viața personală
Este căsătorit cu agenta Ann Geddes. Cei doi au două fiice.

## Filmografie

### Filme
| An   | Titlu                                 | Rol                        | Note                |
| ---- | ------------------------------------- | -------------------------- | ------------------- |
| 1975 | Cooley High                           | Jimmy Lee                  |                     |
| 1976 | The Monkey Hustle                     | Manager                    |                     |
| 1978 | Big Apple Birthday                    | More Fairy Tale Folk       | Scurtmetraj         |
| 1979 | Dummy                                 | Julius Lang                | Film de televiziune |
| 1980 | The Blues Brothers                    | Trooper Mount              |                     |
| 1981 | The Marva Collins Story               | McCloud                    |                     |
| 1983 | Doctor Detroit                        | Junior Sweet               |                     |
| 1983 | Twilight Zone: The Movie              | Bar Patron                 |                     |
| 1984 | The Lost Honor of Kathryn Beck        | Les Averback               | Film de televiziune |
| 1985 | Missing in Action 2: The Beginning    | Captain David Nester       |                     |
| 1985 | International Airport                 | Frazier                    | Film de televiziune |
| 1985 | Better Off Dead                       | Tree Trimmer               |                     |
| 1985 | Silent Witness                        | Ted Gunning                | Film de televiziune |
| 1986 | House                                 | Cop #4                     |                     |
| 1986 | Triplecross                           | Kyle Banks                 | Film de televiziune |
| 1986 | Northstar                             | National Security Agent #2 | Film de televiziune |
| 1986 | Dreams of Gold: The Mel Fisher Story  | Mo                         | Film de televiziune |
| 1988 | Under the Gun                         | Gallagher                  |                     |
| 1990 | The Forbidden Dance                   | Weed                       |                     |
| 1990 | The Court-Martial of Jackie Robinson  | Satchel Paige              | Film de televiziune |
| 1991 | The Whereabouts of Jenny              | Mick                       | Film de televiziune |
| 1991 | The Heroes of Desert Storm            | Jonathan Alston            | Film de televiziune |
| 1992 | Revolver                              | Ken Seymour                | Film de televiziune |
| 1993 | Jason Goes to Hell: The Final Friday  | Creighton Duke             |                     |
| 1994 | Deep Red                              | Sergeant Eldon James       | Film de televiziune |
| 1994 | Corrina, Corrina                      | Anthony T. Williams        |                     |
| 1995 | Legacy of Sin: The William Coit Story | Detective Sexton           | Film de televiziune |
| 1995 | Bloodfist VII: Manhunt                | Captain Doyle              | Video               |
| 1998 | The Sender                            | Lockwood                   |                     |
| 2001 | The Elite                             | McKay                      |                     |
| 2001 | Firetrap                              | Firefighter Chief Sheehan  |                     |
| 2001 | Seduced by a Thief                    | Sheehan                    |                     |
| 2001 | Route 666                             | Fred 'Rabbit' Smith        |                     |
| 2001 | Van Hook                              | Colonel Jeffries           |                     |
| 2002 | L.A. Law: The Movie                   | Albert Hutchinson          | Film de televiziune |
| 2002 | Banged Out                            | -                          | Video               |
| 2003 | Dark Wolf                             | Hartigan                   | Video               |
| 2004 | Sexual Life                           | Jerry's Father             |                     |
| 2004 | Guarding Eddy                         | Jack                       |                     |
| 2005 | Graves End                            | Paul Rickman               |                     |
| 2005 | Crimson Force                         | Williams                   | Film de televiziune |
| 2005 | Walker, Texas Ranger: Trial by Fire   | Detective Mike Burton      | Film de televiziune |
| 2005 | Halfway Decent                        | Cervondo                   |                     |
| 2006 | Special Ops: Delta Force              | Smithers                   |                     |
| 2007 | Forfeit                               | -                          |                     |
| 2007 | Richard III                           | Lord Stanley               | Film de televiziune |
| 2007 | Not Another High School Show          | Captain Fuller             | Film de televiziune |
| 2008 | Adventures of Power                   | Carlos                     |                     |
| 2008 | Kings of the Evening                  | Mr. Gamba                  | Film de televiziune |
| 2009 | The Fear Chamber                      | Captain Bradley            |                     |
| 2011 | Breathe                               | Mr. Burgin                 |                     |
| 2011 | 3 Musketeers                          | Planchet                   | Video               |
| 2012 | Who Killed Soul Glow?                 | Police Captain             |                     |
| 2012 | Christmas Twister                     | Terry                      | Film de televiziune |
| 2013 | Jack the Giant Slayer                 | Master of Secrets          |                     |
| 2013 | The Call                              | Terrence (voice)           |                     |
| 2014 | Last Curtain Call                     | George                     |                     |
| 2014 | 22 Jump Street                        | Captain Adam Fuller        |                     |
| 2014 | Cru                                   | Max                        |                     |
| 2015 | My Favorite Five                      | Robert Colburn             |                     |
| 2015 | Fifty and Over Club                   | Lawson                     | Film de televiziune |
| 2016 | The Trust                             | Cliff                      |                     |
| 2016 | The Stakelander                       | 'Doc' Earl                 |                     |
| 2016 | Street Credit                         | Reverend Street            | Scurtmetraj         |
| 2017 | It                                    | Leroy Hanlon               |                     |
| 2018 | Glass Jaw                             | Harry Sterling             |                     |
| 2018 | BFA New Orleans                       | James 'Pops' Blake I       | Film de televiziune |
| 2019 | Velvet Buzzsaw                        | VA Janitor                 |                     |
| 2020 | Emerald Run                           | Pastor Winfield            |                     |
| 2020 | Birds of Prey                         | Captain Patrick Erickson   |                     |
| 2021 | Afterlifetime                         | Charon the Ferryman        | Scurtmetraj         |

### Televiziune
| An                | Titlu                              | Rol                          | Note                                                         |                         |
| ----------------- | ---------------------------------- | ---------------------------- | ------------------------------------------------------------ | ----------------------- |
| 1982-83           | The Dukes of Hazzard               | Leeman/Percy                 | Episoadele: "Dukes in Danger" & "High Flyin' Dukes"          |                         |
| 1983              | Wizards and Warriors               | Soldier                      | Episodul: "The Kidnap"                                       |                         |
| 1983              | Hotel                              | Protester                    | Episodul: "Confrontations"                                   |                         |
| 1983              | Dallas                             | Bailiff                      | Episoadele: "Ray's Trial" & "The Oil Baron's Ball"           |                         |
| 1983              | Hill Street Blues                  | Sonny Freeman                | Episodul: "Moon Over Uranus: The Final Legacy"               |                         |
| 1984              | Steambath                          | Chuck Skerrit                | Episodul: "A Preacher and a Jock"                            |                         |
| 1984              | The A-Team                         | Eddie Devane                 | Episodul: "Double Heat"                                      |                         |
| 1984              | Remington Steele                   | Lieutenant                   | Episodul: "A Pocketful of Steele"                            |                         |
| 1984-85           | Hunter                             | King Hayes/Parker LeMay      | Episoadele: "Hunter" & "The Beach Boy"                       |                         |
| 1985              | The Equalizer                      | Lieutenant Jefferson Burnett | Rol episodic; sezonul 1                                      |                         |
| 1986              | MacGyver                           | Charlie Robinson             | Episodul: "Countdown"                                        |                         |
| 1986              | Gimme a Break!                     | Harvey                       | Episodul: "Getting to Know You"                              |                         |
| 1986              | 1987                               | Stingray                     | Tommy Miller, "The Greeter"                                  | Episodul: "The Greeter" |
| 227               | 1987                               | Billy Bob                    | Episodul: "Got a Job"                                        |                         |
| Hill Street Blues | 1987                               | Johnson                      | Episodul: "The Cookie Crumbles"                              |                         |
| L.A. Law          | 1987                               | Detective Sgt. Phipps        | Episodul: "Oy Vey! Wilderness!"                              |                         |
| 1987-91           | 21 Jump Street                     | Captain Adam Fuller          | Rol principal                                                |                         |
| 1989              | Wiseguy                            | Jail Inmate                  | Episodul: "The One That Got Away"                            |                         |
| 1989-90           | Booker                             | Captain Adam Fuller          | Rol episodic                                                 |                         |
| 1991              | The 100 Lives of Black Jack Savage | Jack 'Black Jack' Savage     | Rol principal                                                |                         |
| 1991              | L.A. Law                           | John Merrill                 | Episodul: "Spleen It to Me, Lucy"                            |                         |
| 1992              | In Living Color                    | -                            | Episodul: "George Bush Meets Tommy Wu"                       |                         |
| 1992              | Civil Wars                         | Victor                       | Episodul: "Das Boat House"                                   |                         |
| 1993              | Hangin' with Mr. Cooper            | Chip Dumars                  | Episodul: "Unforgettable"                                    |                         |
| 1993              | Street Justice                     | Tyson                        | Episodul: "Countdown"                                        |                         |
| 1994              | seaQuest DSV                       | The President of The USA     | Episodul: "Better Than Martians"                             |                         |
| 1994              | Martin                             | Simon                        | Episodul: "I Don't Have the Heart"                           |                         |
| 1994              | Models Inc.                        | Marcus Ballard               | Episoadele: "Skin Deep" & "Old Models Never Die"             |                         |
| 1994              | Dr. Quinn, Medicine Woman          | Captain                      | Episoadele: "The Washington Affair: Part 1 & 2"              |                         |
| 1994              | Diagnosis: Murder                  | Butch Reilly                 | Episodul: "Standing Eight Count"                             |                         |
| 1994              | Renegade                           | Danny                        | Episodul: "South of 98"                                      |                         |
| 1994-2002         | The X-Files                        | Mr. X                        | Rol episodic: sezonul 2-3; invitat: sezonul 4-5 & 9          |                         |
| 1995              | University Hospital                | John Jenkins                 | Episodul: "Til Death Do Us Part"                             |                         |
| 1995              | Sister, Sister                     | Gregg                        | Episodul: "The Twins Get Fired"                              |                         |
| 1995              | NYPD Blue                          | Lt. Nathan Stackhouse        | Episodul: "E.R."                                             |                         |
| 1996              | Renegade                           | Major Peter Flood            | Episodul: "Hard Evidence"                                    |                         |
| 1998              | Suddenly Susan                     | Carl                         | Episodul: "A Tale of Two Pants: Part 2"                      |                         |
| 1998-99           | Legacy                             | Isaac Peters                 | Rol episodic                                                 |                         |
| 1998-2000         | Linc's                             | Russell 'Linc' Lincoln       | Rol principal                                                |                         |
| 1999              | Total Recall 2070                  | Jonas Brack                  | Episodul: "Assessment"                                       |                         |
| 1999              | L.A. Heat                          | Detective August Brooks      | Rol principal                                                |                         |
| 1999              | Any Day Now                        | Percy Tucker                 | Episodul: "Heads or Tails"                                   |                         |
| 2000              | City of Angels                     | Emerill Jordan               | Episodul: "Cry Me a Liver"                                   |                         |
| 2000-03           | Stargate SG-1                      | General Maurice Vidrine      | Rol episodic: sezoanele 4 & 7                                |                         |
| 2001              | The Hughleys                       | Mr. Walker                   | Episodul: "South Side Story"                                 |                         |
| 2001              | Resurrection Blvd.                 | Jesse                        | Episoadele: "Sangre de la Mano" & "Con Cuidado"              |                         |
| 2002              | The District                       | Judge Thompson               | Episodul: "Convictions"                                      |                         |
| 2002              | Arli$$                             | Greg Harvey                  | Episodul: "Profiles in Agenting"                             |                         |
| 2002              | The Agency                         | Joel Whittman                | Episodul: "C.S. Lie"                                         |                         |
| 2003              | Jake 2.0                           | General Freewald             | Episodul: "Whiskey - Tango - Foxtrot"                        |                         |
| 2003-04           | The Bernie Mac Show                | Lloyd                        | Episoadele: "Meet the Grandparents" & "Make Room for Caddy"  |                         |
| 2004              | Veronica Mars                      | Tom Daniels                  | Episodul: "The Girl Next Door"                               |                         |
| 2005              | Monk                               | Sergeant Parnell             | Episodul: "Mr. Monk Gets Stuck in Traffic"                   |                         |
| 2007              | Criminal Minds                     | Captain Wright               | Episodul: "Legacy"                                           |                         |
| 2008              | Desperate Housewives               | Frank                        | Episodul: "There's Always a Woman"                           |                         |
| 2008-16           | Supernatural                       | Rufus Turner                 | Invitat: sezoanele 3 & 5-7 & 11                              |                         |
| 2009              | Cold Case                          | Ronde Brooks '09             | Episodul: "Soul"                                             |                         |
| 2012              | NTSF:SD:SUV::                      | Alonzo Bearwalker            | Episodul: "Wasilla Hills Cop"                                |                         |
| 2013              | Belle's                            | Judge Crawford               | Episodul: "One Big Happy Family"                             |                         |
| 2015              | Bones                              | Pastor Desmond Simmons       | Episodul: "The Psychic in the Soup"                          |                         |
| 2015              | Chicago P.D.                       | Bishop                       | Episoadele: "Climbing Into Bed" & "You Never Know Who's Who" |                         |
| 2015              | iZombie                            | Barber                       | Episodul: "Max Wager"                                        |                         |
| 2015              | The Leftovers                      | Virgil                       | Rol episodic: sezonul 2                                      |                         |
| 2015              | Minority Report                    | Bridege Kane                 | Episoadele: "Memento Mori" & "Everybody Runs"                |                         |
| 2017              | Training Day                       | Cannonball                   | Episodul: "Wages of Sin"                                     |                         |
| 2017              | One Mississippi                    | Frank Hollingsworth          | Rol episodic: sezonul 2                                      |                         |
| 2018-22           | The Chi                            | Quentin "Q" Dickinson        | Rol episodic: sezonul 1 & 5                                  |                         |
| 2019              | Project Blue Book                  | Nate                         | Episodul: "The Lubbock Lights"                               |                         |
| 2019              | True Detective                     | Junius "Mr. June" Watts      | Rol episodic: sezonul 3                                      |                         |
| 2019              | Yellowstone                        | Cowboy                       | Rol episodic: sezonul 3                                      |                         |
| 2019              | Bluff City Law                     | Connor Markes                | Episodul: "25 Years to Life"                                 |                         |
| 2019              | Black-ish                          | Phillip                      | Episodul: "Father Christmas"                                 |                         |
| 2019              | Ambitions                          | Stephen Carlisle             | Rol episodic                                                 |                         |
| 2020              | Locke & Key                        | Joe Ridgeway                 | Rol episodic: sezonul 1                                      |                         |
| 2020              | Stumptown                          | Lionel Hoffman               | Rol episodic                                                 |                         |
| 2020-21           | The Family Business                | Alexander Cora               | Rol episodic: sezonul 2, invitat: sezonul 3                  |                         |
| 2020-22           | All Rise                           | Tony Carver                  | Invitat: sezonul 1 & 3, rol episodic: sezonul 2              |                         |
| 2021              | Home Before Dark                   | Mr. Morton                   | Episodul: "Not Giving Up"                                    |                         |
| 2021-2023         | Snowfall                           | Paul Davis                   | Rol episodic: sezoanele 4 & 6                                |                         |